# Григорьев, Геннадий Анатольевич
Генна́дий Анато́льевич Григо́рьев (14 декабря 1949, Ленинград — 13 марта 2007, Санкт-Петербург) — русский поэт, драматург. По мнению различных критиков и поэтов, «последний российский народный поэт», т.е. поэт, на чьи стихи складывались песни, чьи строчки сразу же расходились на поговорки.
Был женат. Есть 2 сына, Анатолий и Геннадий.

## Биография
Родился в семье крупного строительного начальника. Как поэт стал формироваться в литературном клубе «Дерзание», где «удивил всех теми абсолютно зрелыми стихами и той неожиданной, чрезвычайно весёлой манерой, которая и оставалась его манерой всю жизнь, он как бы не вышел из юности...». 

По словам Виктора Топорова (критика, переводчика, одного из руководителей клуба «Дерзание»), Григорьев «вышел из клуба „Дерзание“ и навсегда остался человеком клуба. Только теперь это не поэтический клуб во Дворце пионеров, а знаменитые кафетерии того времени — „Академичка“ и „Сайгон“. Здесь его слушатели, почитатели, приятели и учителя».

Учился на филфаке ЛГУ, был популярной личностью ЛГУ начала 1970-х, одно из самых известных его стихотворений, «Академичка», посвящено столовой Академии наук СССР, где студенты и преподаватели часто устраивали неформальные диспуты. Был отчислен с третьего курса после чего начался его «трудовой» путь, ему пришлось исписать свою трудовую книжку самыми разнообразными профессиями и должностями: матрос-моторист, проходчиком на «Ленметрострое», слесарь-сантехник. Большую часть своей официальной трудовой биографии времен «застоя» был журналистом в газете «Ленинградский метростроитель». Халтурил, писал сценарии КВН, сотрудничал с детскими журналами, занимался поэтическими переводами.
В начале 1980-х годов вместе со своим другом, Носовым Сергеем  поступил в Литературный институт им. Горького, где продержался в качестве студента три года.
В начале 1990-х годов совместно с Николаем Голем вёл в санкт-Петербургской газете «Смена» рубрику «Поэтерий „Гамбургский счёт“». В соавторстве с писателем Сергеем Носовым создал развлекательную радиопередачу «Литературные фанты», за которую получил премию журналистского профессионального конкурса «Золотое перо-98».  

Популярность пришла к Григорьеву во время перестройки, когда, благодаря таким стихотворениям, как «Сарай» и «Баллада об испорченном телевизоре», поэме «День Зенита», ставшими ленинградскими шлягерами, он приобрел любовь широкой публики, на его поэзконцерты собирались полные залы. 
В 52 года был принят в Союз писателей Санкт-Петербурга.

## Характеристика творчества
Геннадий Григорьев был, бесспорно, лучшим поэтом своего поколения. Геннадий Григорьев на рубеже 80–90-х прошлого века был самым популярным поэтом нашего города. Геннадий Григорьев был единственным (наряду и наравне с Глебом Горбовским) поэтом, творчество которого в равной мере привлекало и искушенных знатоков, и широкую публику. Геннадий Григорьев был королём питерских поэтических подмостков, пока существовали сами подмостки. Наконец, Геннадий Григорьев, поэт-традиционалист, был автором нескольких шедевров любовной, философской и гражданственной лирики, место которым – в самой краткой и самой взыскательной по отбору антологии отечественной поэзии. — Виктор Топоров "Что сложнее сложенья баллады". Деловая газета "Взгляд" от 01.12.2007

 Гена Григорьев был настоящий поэт, а осталась от него только одна маленькая книжечка под названием "Алиби". Он умер в марте этого года, смерть его прошла незаметно. Но я вам гарантирую, что книжки его ещё будут изданы, а стихи Григорьева будут известны каждому образованному русскому человеку.— Лев Лурье,5 канал, Петербург, "Культурный слой" — "Геннадий Григорьев" от 18.04.2009

  Он гением был всегда, а в тот момент Гена достиг славы и признания. Его стихотворение "Сарай" незнакомые люди пели под гитары, не имея ни малейшего представления, кто автор этого текста.
 — Николай Голь, поэт, 5 канал, Петербург, "Культурный слой" — "Геннадий Григорьев" от 18.04.2009

Его "двойное виденье" позволяло ему всегда оставаться "над". "Этюд с предлогами" – одно из лучших Гениных стихотворений – написанный так рано (ему было всего 20 лет), обернулся его жизненным кредо, очертив ту жизненную позицию, которой автор останется верен до конца. Пример сам по себе уникальный.

Мы построим скоро сказочный дом

с расписными потолками внутри. 

И, возможно, доживем – до…

Только вряд ли будем жить при…

И, конечно же, не вдруг и не к нам

в закрома посыплет манна с небес.

Только мне ведь наплевать на…

я прекрасно обойдусь без…

Погашу свои сухие глаза

и пойму, как безнадежно я жив.

И как пошло умирать за…

если даже состоишь в…

И пока в руке не дрогнет перо,

и пока не дрогнет сердце во мне,

буду петь я и писать про…

чтоб остаться навсегда вне…

Поднимаешься и падаешь вниз,

как последний на земле снегопад …

Но опять поют восставшие из…

И горит моя звезда – над!
("Выдержка", 2007, с. 71.)

Это стихотворение можно было написать и вчера. Оно абсолютно современно, что само по себе и есть свидетельство высшей пробы.— Екатерина Салманова,  "Открытый всем ветрам", журнал "Слово\Word" 2009, №61, 

## Награды и звания
- 1998 — Премия профессионального конкурса журналистов «Золотое перо» за развлекательную передачу года «Литературные фанты» (Радио России), созданную в соавторстве с Сергеем Носовым.

## Книги
- Алиби: Сборник стихов. — Л., 1990.
- Свидание со СПИДом. — Л., 1990.
- Нет бездельников у нас. (В соавторстве с Николаем Голем)
- Мы болеем за «Спартак». — 1997.
- Доска, или Встречи на Сенной: Поэма-быль. — СПб.: ЛИК, 1998 (переиздание 2003). (В соавторстве с Сергеем Носовым)
- Выдержка: Сборник стихов. — СПб.: МобиДик, 2007 (посмертно).
- Небо на ремонте. — СПб.: Пальмира, 2017.

## Память
- Григорьевская поэтическая премия, названная в его честь, учреждена сыном Анатолием в 2010 году

## В произведениях других авторов
- В качестве литературного персонажа появляется в романах Сергея Носова «Член общества, или Голодное время» («Амфора», 2000) и «Дайте мне обезьяну» (Олма-пресс, 2001).
- Под фамилией Гурьев выведен в рассказе Владимира Шпакова «Экскурсия» («Дружба народов», 2011, № 1).
- Является сквозным, сюжетообразующим персонажем романа-пасквиля Станислава Шуляка «Инферно». Написал два стихотворных текста для «Инферно»: бурлескный репортаж «Наводнение» и «Псалом».